# Buxhöwdenové

Erb rodu Buxhöwdenů

Buxhöwdenové (psáno též Buxhoeveden či Buxhœwden, rusky Буксгевдены) je starý baltský Německý šlechtický rod, jehož kořeny sahají k panství Bexhövede v Brémsku-Verdensku. Někdy ve 13. století se rodina přesunula z Dolního Saska do pobaltského Livonska. Během švédské nadvlády věrně sloužila Švédsku jako součást nezavedené šlechty; když pak uzemí ovládlo Ruské impérium, zůstala ve svých domovských regionech a její členové se stali ruskými poddanými.
Patrně nejvýraznějším zástupcem rodu byl vojevůdce Friedrich Wilhelm von Buxhöwden, s nímž rod získal 18. prosince 1795 hraběcí titul v Pruském království a 16. dubna 1797 mu byl stejný titul udělen i v Ruském impériu.

## Významní příslušníci a příslušnice
- Albert z Rigy (1165–1229), třetí rižský biskup, zakladatel Řádu mečových bratří
- Hermann z Dorpatu (1163–1248), první biskup z Dorpatu
- Reinhold von Buxhöwden (asi 1480–1557), biskup z Ösel-Wieku (1532–1541)
- Friedrich Wilhelm von Buxhöwden (1750–1811), vojenský důstojník ruské imperiální armády (generál pěchoty)
- baronka Sophie Buxhöwden (1883–1956), dvorní dáma ruské carevny Alexandry
- Arthur von Buxhöwden (1882–1964), ruský imperiální a estonský vojenský důstojník (plukovník)

## Galerie

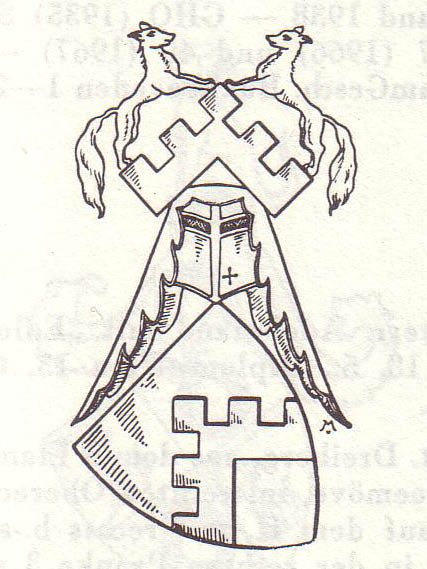
Jednoduchý erb Buxhöwdenů ve 13. století
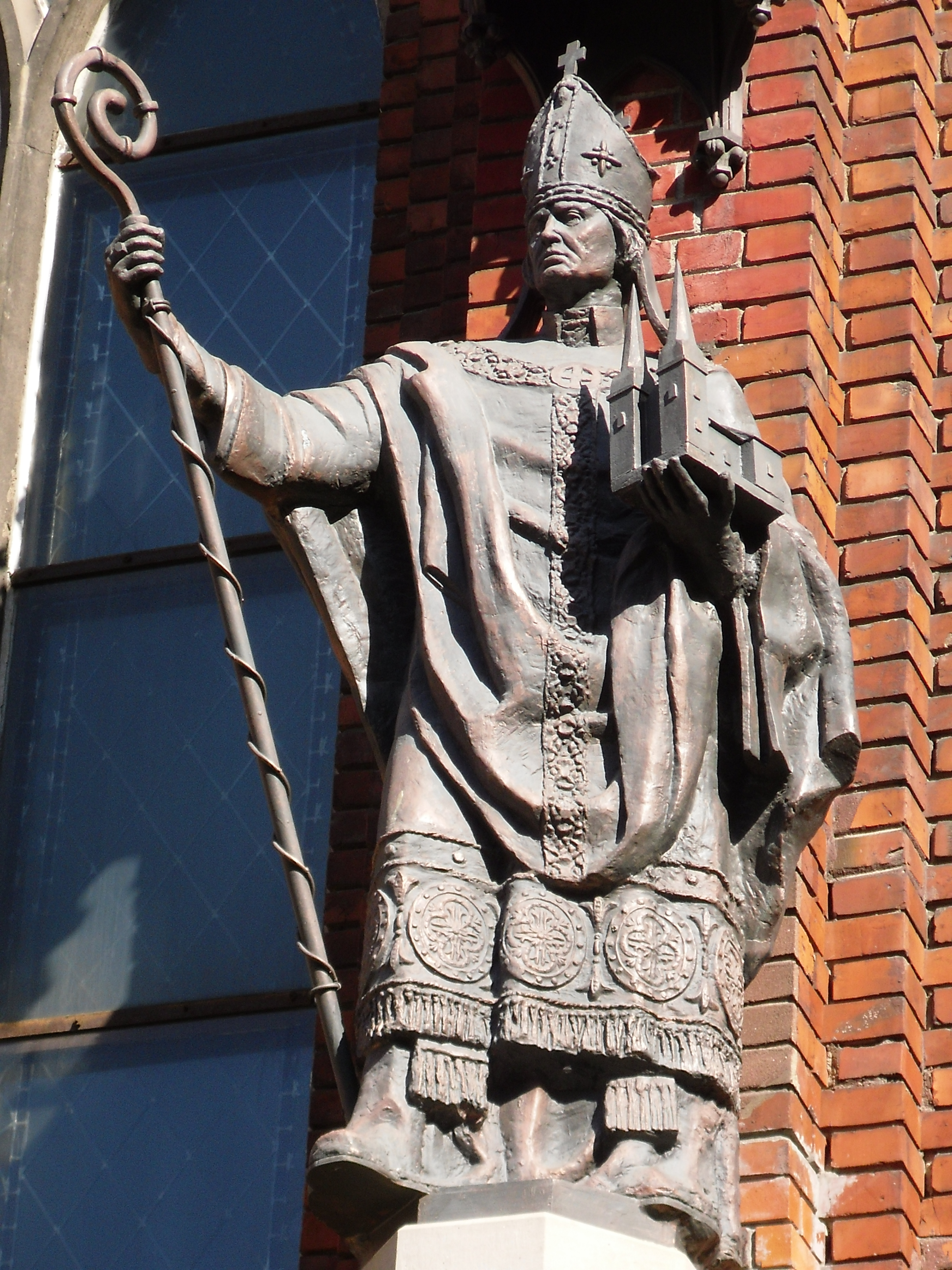
Socha Alberta z Rigy na rižském dómu
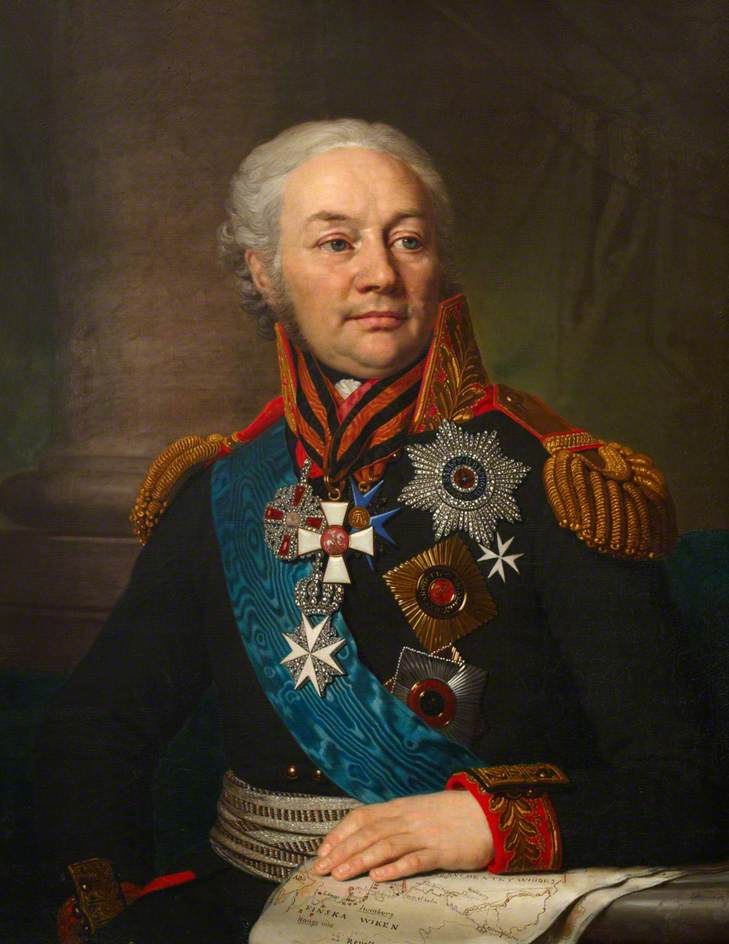
Friedrich Wilhelm von Buxhöwden
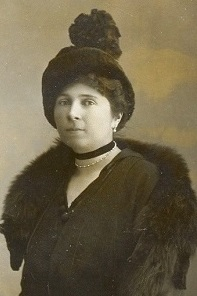
Sophie Buxhöwden
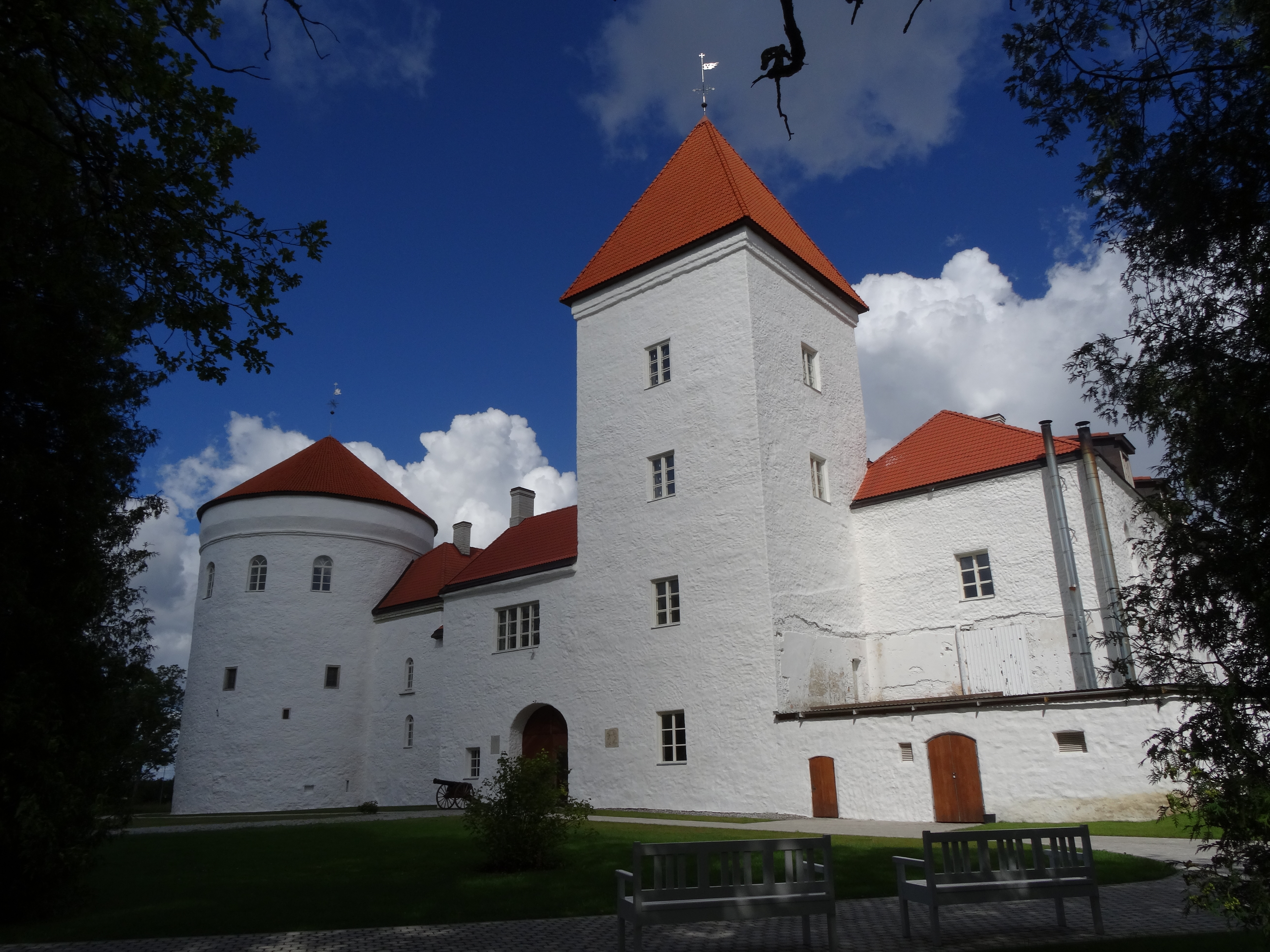
Hrad Koluvere (Lohde)